# Bruno Márquez
Bruno Daniel Márquez (Ciudad de México, México; 21 de septiembre de 1989), conocido simplemente como Bruno Márquez, es un exjugador profesional de fútbol americano. Juega en la posición de quarterback y desarrolló el principio de su carrera en los Condors y su último equipo fueron los Raptors en la Liga de Fútbol Americano Profesional de México (LFA).
Bruno jugó al fútbol americano universitario cinco años para los Pumas CU de la Universidad Nacional Autónoma de México antes de ser seleccionado por los Condors en el Draft de la LFA de 2016 como la primera elección global. Titular desde su primera temporada en la LFA, y posteriormente llevó a la franquicia de Raptors a los Playoffs en sus dos primeras temporadas como Quarterback de Raptors, incluyendo dos títulos de división en 2018 y 2019 y dos subcampeonatos. 
Considerado como el mejor quarterback de México en activo, a lo largo de su carrera lideró la LFA en pases de touchdown en 2016, 2017, 2019 y fue elegido MVP de la LFA en la temporada 2017, 2019.

## Biografía
Bruno Márquez nació en la Ciudad de México el 21 de septiembre de 1990.

## Carrera

### Universidad
En el 2010 Bruno Márquez debutó en el emparrillado colegial de la liga mayor de la Organización Estudiantil de Fútbol Americano, tomando los controles de la ofensiva de los Pumas CU, tras lesionarse el quarterback titular del equipo, abriendo la oportunidad de jugar. 
En esa misma temporada los Pumas CU consiguieron el campeonato de la ONEFA ganándole a los Auténticos Tigres en el Estadio Olímpico Universitario en la Ciudad de México.
La temporada 2013 de la ONEFA Bruno repitió como quarterback titular del equipo, y consiguiendo el campeonato de la ONEFA en un partido memorable en el Estadio Gaspar Mass, contra los Auténticos Tigres, ganando así su segundo título colegial.
A pesar de ser uno de los principales quarterbacks del país después de terminar sus años de elegibilidad, decidió continuar con su formación profesional, terminando sus estudios en Mercadotecnia y entrando al área laboral, posteriormente, Bruno decidió incursionar nuevamente en el fútbol americano, aceptando participar en la primera temporada de la LFA en 2016.

### LFA

#### Condors
Bruno Márquez fue elegido en la primera posición del Draft de 2016 por los Condors, para la primera temporada de la LFA.
Bruno debutó en la LFA el 21 de febrero de 2016 ante los Eagles. En su primera temporada no tuvo los resultados esperados con el equipo ganando solo un juego en la temporada por cinco perdidos en la temporada, sin embargo en la estadística individual tuvo muy buenos números.
121 pases completos, 1292 yardas, y 60.2% de efectividad en pases completos.

#### Raptors
El 24 de noviembre de 2016, poco menos de cuatro meses antes del inicio de la temporada de 2017, Bruno anunció su decisión de jugar para los Raptors es las siguientes temporadas.
En su primera temporada con los Raptors terminaron en el primer lugar de la división norte, y jugaron los playoffs vs los Dinos de Saltillo en la Ciudad de México, cayendo por 13 a 10, evitando así su participación en el Tazón México II.
En esa misma temporada Bruno Márquez fue elegido como el MVP de la temporada 2017.
Para la siguiente temporada los Raptors vencieron en playoffs a los Dinos de saltillo en su casa, accediendo así a su segundo Tazón México, esta vez frente a Mexicas en el Estadio Azul, lamentablemente para Bruno, tuvo una producción nula, quedando blanqueados, perdiendo así el Tazón México III.
En la tercera temporada en Raptors Bruno Márquez volvió a tener una destacada actuación en la LFA, rompiendo todos los récords, como QB titular en la historia de la liga con 33 inicios, también superó las 2,000 yardas en una temporada regular, así como más pases de TD en la historia de la liga con 57 y contando.
Con los Raptors nuevamente tuvieron una gran temporada accediendo nuevamente a los playoffs esta vez contra Fundidores de Monterrey, en Naucalpan, en la que Bruno tuvo una increíble actuación, teniendo 7 pases de TD y superando los 50 puntos.
Desafortunadamente para Raptors y Bruno nuevamente se les negó el Tazón México, esta vez contra los Condors, en un partido memorable, de volteretas, en el que se definió en los últimos segundos del partido.